# Mimudea deidamialis
Mimudea deidamialis là một loài bướm đêm trong họ Crambidae.